# Aberratie (optica)

Chromatische aberratie: elke kleur heeft zijn eigen brandpuntsafstand.

Sferische aberratie: Brandpuntsafstand hangt af van afstand tussen de invallende straal en de optische as.

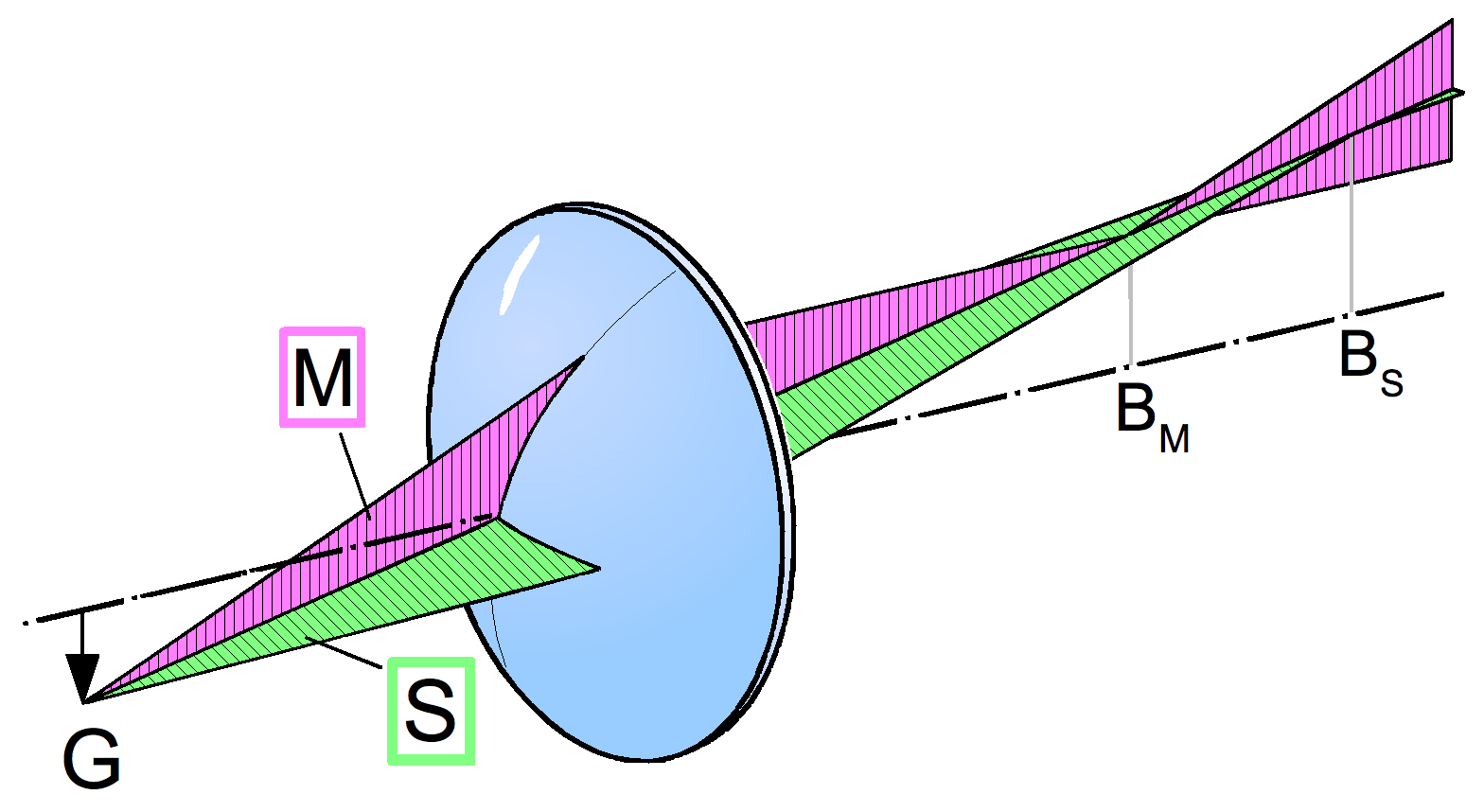
Astigmatisme: Stralen in een vlak door de optische as hebben een andere brandpuntsafstand dan stralen in een vlak dat niet door het midden van de lens gaat.

Aberratie is de verzamelnaam voor beeld- of lensfouten in een optisch instrument. Het woord is afgeleid van het Latijnse "ab" (af-, weg-) en "errare" (dwalen).
Veel lensfouten verminderen als het diafragma gesloten wordt.
Bij een verder volmaakte lens wordt echter het scheidend vermogen beperkt door diffractie, een verschijnsel dat op zich weer afhankelijk is van het diafragma. Hierdoor hebben veel lenzen een optimale beeldscherpte als het diafragma ongeveer twee stops kleiner is dan de maximale lensopening. Zie hiervoor ook het artikel Airy-schijf.
Bij lenzen en objectieven kunnen de volgende lensfouten optreden:
- Chromatische aberratie, gevolg van het variëren van de brekingsindex met de frequentie, dus de kleur, van het licht. Optische systemen en elementen waarbij het licht uitsluitend gespiegeld (en niet gebroken) wordt (bijvoorbeeld een Newton-telescoop), vertonen dit soort beeldfout niet.
- Niet-chromatische aberraties, waaronder
  - Sferische aberratie
  - Astigmatisme
  - Coma
  - Vignettering of lichtafval
  - Beeldveldwelving, het niet vlak zijn van het beeld zodat maar een deel van het beeld scherp is op een vlak stuk film of een vlakke beeldsensor.
  - Vertekening, rechte lijnen worden niet recht afgebeeld, zodat bijvoorbeeld een rechthoek ton- of kussenvormig wordt afgebeeld.
  - Interne reflecties
  - Kleurzweem

Bij de ontwikkeling van optische instrumenten worden voor het doorrekenen veelal zogenaamde Zernikepolynomen gebruikt. Hiermee kunnen ook de verschillende aberraties worden doorgerekend.